# Elena Mezzadra
Elena Mezzadra (Pavia, 16 giugno 1926 – Milano, 22 gennaio 2022) è stata un'artista, pittrice e illustratrice italiana.

## Biografia
Allieva di Virginio Ciminaghi, Elena Mezzadra esordì come artista figurativa, dapprima dedicandosi alle illustrazioni di libri per ragazzi, per poi passare alla pittura di paesaggi e ritratti, tra cui Don Chisciotte o La pesca miracolosa.
Negli anni '60 entrò in contatto con Emilio Scanavino, avvicinandosi all'astrattismo e allestì le sue prime mostre alla Galleria Caprotti di Monza (1965), alla Piccola Galleria di Brescia (1966), a Santa Margherita Ligure (1967) e Rovereto (1968). Prese inoltre parte alla XXV Biennale di Milano, alla Permanente (1967) e alla Biennale “Mario Sironi” a Napoli (1970).
Nel 1975 inaugurò una proficua collaborazione con la Galleria milanese delle Ore, e diverse sue opere entrarono a far parte della collezione di Antonio Boschi, in seguito donata al Comune di Milano e ora conservata nella Casa-museo Boschi Di Stefano. Tra il 1978 e il 1980 espose negli Stati Uniti, prima alla Park West Gallery di New York e poi alla Herter Gallery, presso l’Università del Massachusetts. Espose inoltre a Venezia e Torino. Per quanto dipingesse prettamente a olio, mostrò interesse per diverse tecniche grafiche (litografie, serigrafie, incisioni) e realizzò ceramiche e gioielli.
Nel 1988 inaugurò una doppia mostra personale in Spagna, e l'anno seguente una sua opera entrò a far parte della collezione del Museo d’Arte Contemporanea di Milano, città dove nel 1992 espose al PAC.
Del 2014 fu la sua mostra personale organizzata dalla provincia di Milano presso lo Spazio Oberdan, dove vennero esposte le opere più significative degli ultimi quindici anni della sua attività, dal 1989 al 2013. Seguì inoltre la mostra ospitata nell'inverno 2016-17 nelle sale del Museo del Novecento, un omaggio alla sua carriera.
Si menzionano infine le opere grafiche usate nelle illustrazioni dei "libri d’arte" con testi di Umberto Eco, Roberto Sanesi e Giuseppe Curonici.